# بينينسيولا شانغهاي
بينينسيولا شانغهاي فندق فاخر من مجموعة فنادق بينينسيولا. كان قد صنّف في المرتبة 8 على العالم من قبل مجلة السفر والمتعة في عام 2015. فندق بينينسيولا شانغهاي افتتح في عام 2009 وهو الفندق المميز لمجموعة فنادق هونغ كونغ وشنغهاي المحدودة في الأراضي الصينية. الفندق يقع في 32 تشونغشان شرق الطريق الأول، شانغهاي 200002، الصين.